# Panicum gymnocarpum
Panicum gymnocarpum är en gräsart som beskrevs av Stephen Elliott. Panicum gymnocarpum ingår i släktet vipphirser, och familjen gräs. Inga underarter finns listade i Catalogue of Life.